# جيمس هاريس (لاعب كرة قدم أمريكية أمريكي)
جيمس هاريس (بالإنجليزية: James Harris) هو لاعب كرة قدم أمريكية أمريكي، ولد في 20 يوليو 1947 في مونرو في الولايات المتحدة.

## وصلات خارجية
- جيمس هاريس على موقع مرجع كرة القدم المحترفة.كوم (الإنجليزية)